# Hypoderris brownii
Hypoderris brownii är en ormbunkeart som beskrevs av John Smith. Hypoderris brownii ingår i släktet Hypoderris och familjen Tectariaceae. Inga underarter finns listade.